# ناكا (أسطورة)
ناکا (بالإنجليزية: Nakka)‏ حارس الشجرة الأصلية الأولى في أساطير ميكرونيزيا، لاسيما جزر جلبرت، وتقول الأسطورة إن «ناكا» هو الذي كان يراقب شجرة أعطيت للنساء في بداية الزمان، والرجال الذين يبتعدون عن مضاجعة النساء أبرياء أطهار. لهذا يحرم عليهم لمس الشجرة. وتعطى لهم شبكة لصيد السمك تجلب لهم الصيد الوفير، كما تعطى لهم أيضا شجرة خاصة بهم تطرح بندقة واحدة، إذا قطفها أحد نمت في الحال بندقة أخرى مكانها. وذات يوم كان «ناکا» في الخارج، وعصى الرجال أوامره ولمسوا شجرة النساء. وعندما عاد وجد شعر الرجال عالقا بالشجرة فعرف إنهم كانوا بجوارها وأنهم لمسوها فغضب غضبا شديدا، وسمح للموت أن يدخل العالم.

### أساطير ميلانيزية
- ندوثينا (أسطورة)
- ندينجاي (أسطورة)
- نوجا (أسطورة)
- راتو ماي (أسطورة)
- روكولا
- سيدو (أسطورة)
- تاجارو (أسطورة)
- تنيراو (أسطورة)
- توكابينانا وتوكروفو
- تومودورير

### أساطير بولينيزية
- أورو (أساطير)
- باباتوانوكو
- بيلي (أساطير)
- بكوي (أساطير)
- تيكي (أسطورة)
- تو (أساطير)
- فاري ما تاكيري